# Аллен, Карл Фердинанд
Карл Фердинанд Аллен (дат. Carl Ferdinand Allen; 1811—1871) — датский историк и археолог.

## Биография
Карл Фердинанд Аллен родился 23 апреля 1811 года в городе Копенгагене.
В 1830 году К. Ф. Аллен поступил в Университет Копенгагена.
С 1845 по 1848 год путешествовал по Голландии, Англии, Италии, Германии, Швеции и Норвегии, занимаясь архивными исследованиями.
С 1851 года Аллен К. Ф. был в Копенгагенском университете приват-доцентом с титулом профессора, с 1862 года ординарным профессором истории и скандинавской археологии.
Его важнейшие сочинения: «Hanbog и Fädrelandets Historie» (Копенгаген. 1840; 7-е изд., 1870); «Läreboogri Fädrelandets Historie» (Копенгаген, 1842; 11-e изд., 1873) и «De tre nordiske Rigers Historie under Hans, Christiern den Anden, Frederit den Förste, Gustav Vaza, Grevefeiden,1497—1536» (т. 1—5, Копенгаген, 1864—72), его капитальное сочинение, которое, хотя и не окончено, принадлежит к самым выдающимся произведениям скандинавской историографии.
Между его политическими сочинениями следует отметить: «Om sproq og Folkeeiendom melished и Hertundgömmet Slesvig eller Sönderiyllagd» (Копенг., 1848), «Det Danske Sprogs Historie i Hertugdömmet Siesvig eller Sönderiylland» (т. 1 и 2, Копенг., 1857—58). Оба сочинения вызвали усиленную полемику со стороны немцев.
Вследствие расстроенного здоровья Карл Фердинанд Аллен провел несколько последних зим на юге и умер в Копенгагене 27 декабря 1871 года.